# 추억 (1998년 드라마)
《추억》은 1998년 6월 1일부터 1998년 8월 11일까지 방영된 문화방송 월화드라마이다.

## 제작진
- 기획 : 이은규
- 극본 : 정성주
- 연출 : 이창순
- 촬영 : 박상열, 노형식
- 조명 : 최성문
- 조연출 : 유영수, 조현탁
- 동시녹음 : 김영민
- 분장 : 임현광
- 미용 : 고정염
- 의상 : 신선화
- 디자인 : 주병도
- 편집 : 김유미
- 작곡 : 정용국
- 진행 : 정대섭, 신지영
- 섭외 : 정지열
- 기록 : 주선

## 등장 인물
- 김승우 : 한정호 역
- 최진실 : 서인영 역
- 손창민 : 민형준 역
- 고소영 : 김주희 역
- 박은영 : 오세경 역
- 김창완 : 김승완 역
- 전다정 : 디자이너 역
- 조영철
- 박영지
- 김기현
- 김승욱
- 신소미
- 양동재
- 임대호
- 윤예리
- 김성훈
- 김정은
- 강성연
- 유서진
- 구혜진
- 김세아
- 김일웅
- 최세환
- 윤현정
- 박형선
- 권인선
- 홍석천
- 윤정근(아역)

## 참고 사항
- 대한민국에서 이혼한 부부를 주인공으로 삼은 최초의 드라마이다.[1]
- 이혼 문제를 남녀문제로 축소함으로써 이혼한 여성과 남성이 이혼 후 부닥치게 되는 사회적·경제적 문제를 드러내는 데는 한계를 보였다는 비판을 받았다.[2][3][4]
- 원래는 16부작으로 기획되었으나 시청률이 좋다는 이유로 6부작을 더 늘려 22부작으로 연장되었다.